# Казнь дожа Марино Фальеро (картина Эжена Делакруа)
Казнь дожа Марино Фальеро (фр. L'exécution du doge Marino Faliero) — картина французского художника Эжена Делакруа, написанная в 1826 году. Вдохновленна пьесой лорда Байрона Марино Фальеро, дож венецианский 1821 года, которая сама основана на событиях из жизни дожа Венеции Марино Фальеро. Работа, впервые выставленная на Салоне 1827 года, является частью коллекции Уоллеса в Лондоне; по состоянию на 2021 год он числится неэкспонированным.

## Описание
На картине изображено обезглавливание Фальеро, которое произошло на Лестнице гигантов во Дворце дожей. Лестница, по которой Марино был возведен на престол в качестве дожа, находится во внутреннем дворе здания и не выходит на площадь Сан-Марко. В то время как одетое в белое после лишения полномочий дожа обезглавленное тело Фальеро лежит у подножия ступеней, одетые в богатые и яркие одежды члены Совета десяти и другие венецианские аристократы собираются на вершине, где участник Совета салютуя меч, которым лишили жизни Фальеро, провозглашает: Справедливость наказала предателя. Орудие смерти вручается палачом немногим представителям народа, наблюдающим с площади за происходящим во дворце, как это изображено в пьесе лорда Байрона Марино Фальеро, дож венецианский.
Картина была оценена как оценка художником правления французского короля Карла X из династии Бурбонов и как символ пробуждения жанра французского романтизма.